# Vendémiaire (pel·lícula)
Vendémiaire és una pel·lícula muda francesa dirigida per Louis Feuillade 1918 i estrenada el 17 de gener de 1919.
La pel·lícula es compon de quatre episodis:
1. Prologue
2. La vigne
3. La cuve
4. Le vin nouveau

## Sinopsi
La Primera Guerra Mundial està arribant a la seva fi, però encara ningú ho sap. Entre els recol·lectors que treballen a la finca Castelviel, al sud de França, hi ha diversos refugiats del nord, expulsats de casa seva per la guerra. Són el pare Larcher i les seves dues filles, Marthe i Marie. També hi ha Pierre Bertin, un soldat en excedència per convalescència. I dos presoners alemanys fugits, Wilfried i Fritz, que es presenten com a belgues i que amenacen la tranquil·litat d'aquesta família ben demostrada...

## Repartiment
- René Cresté : Pierre Bertin
- Édouard Mathé : el capità de de Castelviel
- Louis Leubas : Wilfrid
- Mary Harald : Sara la bohémienne
- Georges Biscot : Bernadou
- Gaston Michel : el pare Larcher
- Madame Lacroix : Madame de Castelviel
- Georgette Lugane : Marthe
- Fabiola : Marie
- Manuel Caméré : Fritz
- Jeanne Rollette
- Émile André
- Violette Jyl
- Olinda Mano
- André Séchan